# Aurelia Ramos de Segarra
Aurelia Ramos de Segarra (1860 - 1927) fue una filántropa uruguaya que fundó y presidió la Cruz Roja Uruguaya.

## Biografía
Aurelia Ramos nació en la República Oriental del Uruguay en 1860. Al estallar en marzo de 1897 la revolución de militantes del Partido Nacional liderados por el caudillo Aparicio Saravia contra el gobierno de Juan Idiarte Borda surgieron dos instituciones destinadas a cuidar de los heridos, la Cruz Roja Oriental y la Cruz Roja de Señoras Cristianas, obra de Aurelia Ramos.

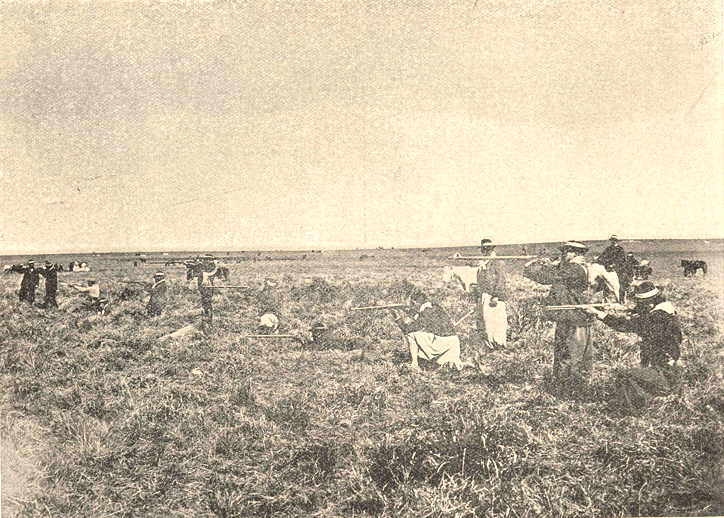
Combatientes en la Revolución de 1897

Obraba como antecedente la Sociedad Filantrópica de Damas Orientales, entidad de corta vida destinada a atender a los heridos de las frecuentes guerras civiles que afectaban la nación.
La Cruz Roja de Señoras Cristianas tenía su origen en un aviso de prensa publicado en el diario El Siglo por varias mujeres de la sociedad de Montevideo encabezadas por Aurelia Ramos de Segarra, por el cual se invitaba a una reunión para el día jueves 4 de marzo a realizarse en el Club Católico de esa ciudad.
El día de la primera reunión asistieron 27 damas y el 5 de marzo de 1897 se nombró la Comisión Directiva de la nueva Sociedad presidida por Aurelia Ramos e integrada por Petrona Cibils de Jackson y Sofía Jackson de Buxareo (presidentas honorarias), Fernanda A. de Gutiérrez (vicepresidenta), Sofía Muñoz (secretaria], Camila Moreno (prosecretaria), María C.Crosa (tesorera) y Elisa B. de Villemur (protesorera). 

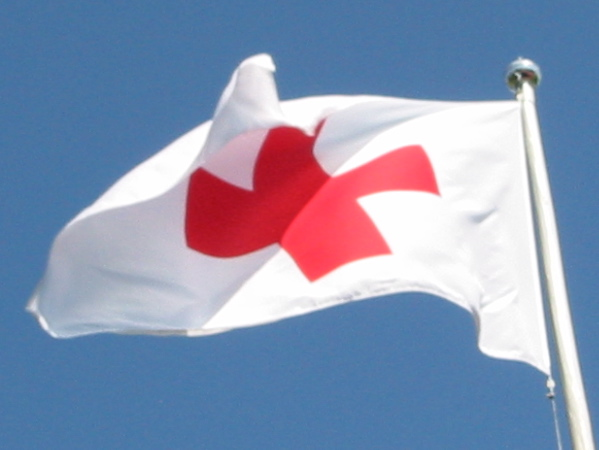
Bandera de la Cruz Roja

De inmediato, se constituyó su sede en el Club Católico, obteniéndose el uso de sus salones para ser destinados a talleres de costura, oficinas y depósito. Pronto, la Comisión integraba sesenta vocales y el Taller de Ropas sumaba cuarenta y dos voluntarias.
Simultáneamente, la Comisión Directiva contactó a las parroquias de todo el país para que promovieran en sus poblaciones Comisiones Auxiliares para reunir fondos y equipos médicos.
Ya el día 25 de marzo la Cruz Roja ponía en operaciones el primer Hospital de Sangre en Cerrito 147, Montevideo, y para el 25 de mayo disponía ya de 50 hospitales de sangre a su cargo en el país.
El 26 de octubre de 1897 el poder ejecutivo uruguayo otorgó la correspondiente personería jurídica. Durante el conflicto civil, las damas de la Cruz Roja llevaron "alivio, apoyo moral y primeros auxilios a los heridos, - sin distinción de divisas - también medicamentos y material sanitario (…) y su acción salvó muchas vidas y alivió el dolor de muchas personas".
El 9 de abril de 1900 el Comité Internacional de la Cruz Roja y Media Luna Roja reconoció como afiliada a la Cruz Roja Uruguaya, que iniciaba mejoras sustanciales en su organización y procedimientos.
Aurelia Ramos de Segarra presidió la organización durante treinta años de trabajo voluntario. Falleció en 1927 siendo reemplazada al frente de la organización por Elisenda Safons de Arrillaga, quien la presidió hasta 1945.
Estaba casada con José Segarra.